# Vuelo 4978 de Ryanair
El vuelo 4978 de Ryanair fue un vuelo internacional que tomó lugar el 23 de mayo de 2021, mientras sobrevolaba por el espacio aéreo bielorruso,  a 45 millas náuticas (83 km; 52 millas) al sur de Vilna y a 90 millas náuticas (170 km; 100 mi) al oeste de Minsk, todavía dentro del espacio aéreo de Bielorrusia. La orden del tráfico aéreo bielorruso consistió en dirigir a un aterrizaje de emergencia en el Aeropuerto Internacional de Minsk, escoltado por un caza MIG-29 del ejército bielorruso. El motivo inicial del desvío fue por dos pasajeros: el activista de oposición y periodista Bielorruso, Román Protasévich y su pareja Sofia Sapega, nacida en Rusia -en ese momento viviendo, ambos exiliados en Polonia- fueron arrestados inmediatamente por las autoridades después del aterrizaje del mismo en el Aeropuerto Internacional de Minsk.  El avión involucrado fue un Boeing 737-800 de cuatro años de antigüedad, registrado en Polonia y código de registro SP-RSM. El vuelo desde el Aeropuerto Internacional de Atenas (Grecia), al Aeropuerto de Vilna (Lituania) fue escoltado por un avión de combate bielorruso MiG-29 con el pretexto de una amenaza de bomba por orden del presidente Aleksandr Lukashenko, y redirigido a Minsk. El incidente fue condenado por destacados miembros de la comunidad internacional.

## Incidente

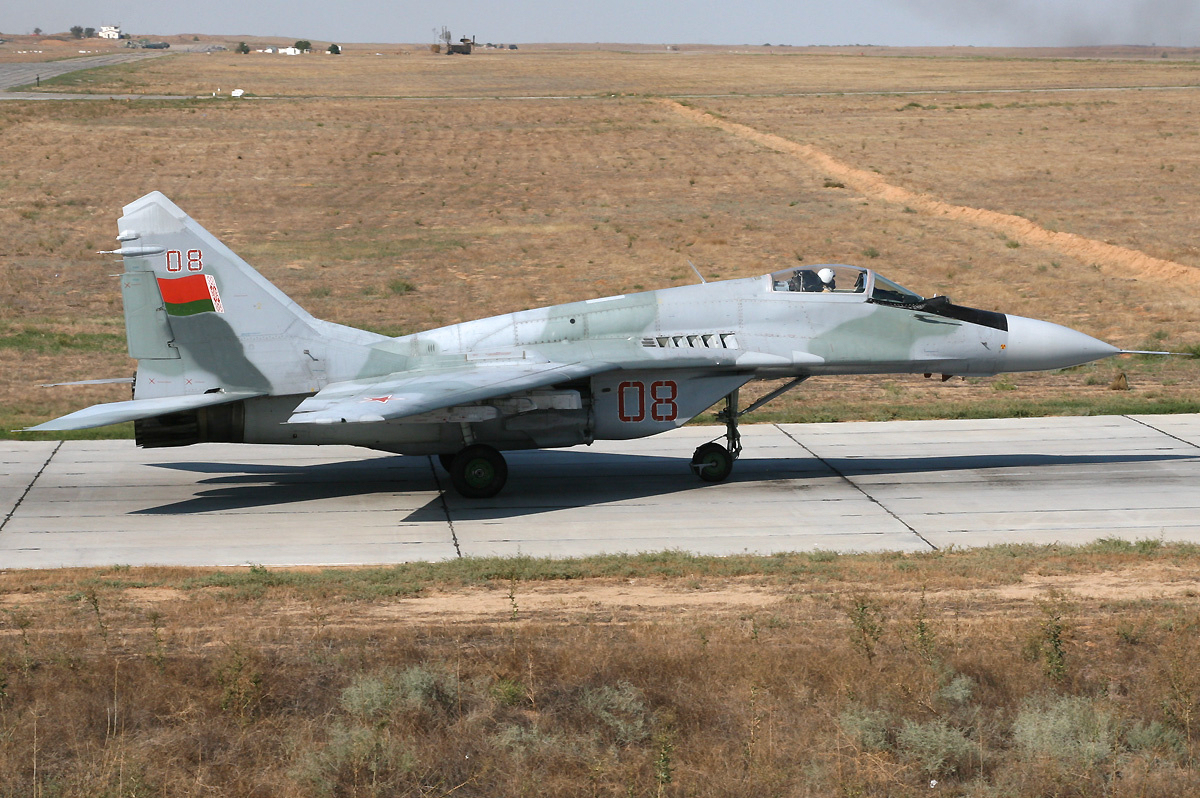
Se utilizó un MiG-29 bielorruso como el de la imagen para interceptar el vuelo.

El 23 de mayo de 2021, el vuelo 4978 de Ryanair (Atenas-Vilna) fue desviado al Aeropuerto Internacional de Minsk después de que se comunicara una amenaza de bomba mientras la aeronave se encontraba a 45 millas náuticas (83 km; 52 millas) al sur de Vilna y a 90 millas náuticas (170 km; 100 millas) al oeste de Minsk, pero todavía en el espacio aéreo bielorruso. Según la aerolínea, las autoridades bielorrusas notificaron a sus pilotos de «una posible amenaza a la seguridad a bordo» y les dijeron que aterrizaran en Minsk. 
El vuelo llevaba 126 pasajeros. En Minsk, el activista de la oposición bielorrusa Román Protasévich fue sacado del avión y arrestado en la base que figuraba en la lista de «buscados» bielorrusa, acusado de actividad «terrorista». Su novia, Sofia Sapega, también fue sacada del avión por las autoridades bielorrusas y detenida. Las autoridades bielorrusas no dieron ninguna explicación sobre su detención. La Universidad Europea de Humanidades en Vilna confirmó que Sapega, ciudadana rusa y estudiante de esa universidad, había sido detenida. A pesar de que el avión estaba más cerca de Vilna, el presidente bielorruso Aleksandr Lukashenko, según su servicio de prensa, ordenó personalmente que el vuelo fuera redirigido a Minsk y envió un avión de combate MiG-29 de la Fuerza Aérea bielorrusa para escoltarlo. La agencia de noticias del gobierno bielorruso BelTA dijo que los pilotos pidieron aterrizar en Minsk. Tanto Ryanair como la policía bielorrusa dijeron que no se encontraron bombas a bordo. 
Aparte de Protasévich y su novia, otros cuatro pasajeros, que se presume son agentes del KGB bielorruso, no continuaron con el avión a Lituania. La líder de la oposición bielorrusa, Svetlana Tijanóvskaya, pidió una investigación del incidente por parte de la Organización de Aviación Civil Internacional (OACI). Protasévich había sido incluido en una lista de «personas involucradas en actividades terroristas» el año anterior por su papel en las protestas contra el gobierno. Tijanóvskaya declaró que Protasévich «enfrenta la pena de muerte» en Bielorrusia. Otra fuente dijo que Protasévich se enfrentaba a quince años de prisión. 
Según fuentes cercanas a Tijanóvskaya, Protasévich notó que estaba bajo vigilancia en el aeropuerto de Atenas. En sus mensajes, afirmó que un hombre junto a él en la línea y en el puesto de control trató de tomar fotografías de sus documentos de viaje. Además Tadeusz Giczan, miembro del canal Nexta Telegram que anteriormente fue editado por Protasévich, dijo que oficiales del KGB bielorruso se encontraban a bordo y que habían «iniciado una pelea con la tripulación de Ryanair», insistiendo en que había una bomba a bordo del avión. Una portavoz de la empresa estatal de Aeropuertos de Lituania, Lina Beisine, dijo a la agencia de noticias AFP que el Aeropuerto Nacional de Minsk dijo que el vuelo se había desviado «debido a un conflicto entre un miembro de la tripulación y los pasajeros».
El curso del vuelo del FR4978 sobre Bielorrusia el 23 de mayo se volvió inusual incluso antes de hacer el cambio de sentido. Según los datos sin procesar de Flightradar24, se observó que el avión no comenzó a descender sobre Bielorrusia, aunque esto generalmente se hace en preparación para el aterrizaje en Vilna. Una posibilidad es que la ruta inusual indique que los pilotos del avión intentaron mantener la dirección original para ingresar al espacio aéreo lituano lo antes posible, pero se vieron obligados a desviarse después de la interferencia del avión de combate bielorruso.
Se permitió al avión despegar después de siete horas en tierra en Minsk, llegando a Vilna con ocho horas y media de retraso. Protasévich, Sapega y tres ciudadanos rusos no estaban a bordo del avión cuando aterrizó en Vilna. Se observó que los pasajeros tuvieron que esperar 2,5 horas sin agua, descansos para ir al baño o llamadas telefónicas, mientras que entre 50 y 60 agentes de seguridad bielorrusos en el aeropuerto de Minsk realizaban controles.

## Consecuencias

### Posición del gobierno bielorruso
Tras el incidente, el Ministerio de Transporte de Bielorrusia anunció que había creado una comisión para investigar el aterrizaje forzoso, indicando que notificaría a la OACI y la IATA sobre el progreso de la investigación y publicaría un informe poco después.
El 24 de mayo de 2021, el director del Departamento de Aviación del Ministerio de Transporte de Bielorrusia, Artyom Sikorsky, leyó una carta por correo electrónico enviada al aeropuerto de Minsk el 23 de mayo. Este mensaje fue firmado por «soldados de Hamás», e incluyó demandas a Israel para que «cese el fuego en la Franja de Gaza» y a la Unión Europea para que detenga el apoyo a Israel. Se amenazó con volar el avión sobre Vilna, según esta carta.

### Sanciones
El 24 de mayo, el gabinete lituano decidió prohibir todos los vuelos hacia y desde Lituania sobre el espacio aéreo bielorruso, a partir de las 00:00 GMT del 25 de mayo (03:00 EEST). El secretario de transporte británico, Grant Shapps, ordenó a la Autoridad de Aviación Civil que solicitara que las aerolíneas británicas evitaran el espacio aéreo bielorruso. Se suspendió el permiso de Belavia para operar en el espacio aéreo del Reino Unido.

### Posibles sanciones
Está previsto que la Unión Europea celebre una reunión de líderes el 24 de mayo en Bruselas, Bélgica. Antes de la reunión, el presidente lituano, Gitanas Nausėda, pidió a la Unión Europea que imponga nuevas sanciones económicas a Bielorrusia. Ocho países pidieron que se prohibieran los vuelos a Bielorrusia. Otra sugerencia fue que se prohibiera la entrada de tráfico terrestre a la Unión Europea desde Bielorrusia. La aerolínea estatal de Bielorrusia, Belavia, podría tener prohibido aterrizar en los aeropuertos de la Unión Europea.

## Reacciones

### Internacional
- La OACI expresó su profunda preocupación por «el aparente aterrizaje forzoso» del vuelo. Un tuit de la OACI afirmó que el aterrizaje forzoso podría infringir el Convenio de Chicago sobre Aviación Civil Internacional .
- El secretario general de la OTAN, Jens Stoltenberg, tuiteó que la puesta a tierra del vuelo constituye un «incidente grave y peligroso que requiere una investigación internacional».

Unión Europea
- La presidenta de la Comisión Europea, Ursula von der Leyen, describió el incidente como «absolutamente inaceptable» y afirmó que «cualquier violación de las normas internacionales de transporte aéreo debe tener consecuencias».

Nacional
- El presidente lituano, Gitanas Nausėda, acusó a las autoridades bielorrusas de llevar a cabo una «acción abominable». También dijo: «Hago un llamado a los aliados de la OTAN y la UE para que reaccionen de inmediato a la amenaza que representa el régimen de Bielorrusia para la aviación civil internacional. La comunidad internacional debe tomar medidas inmediatas para que esto no se repita». Además, la primera ministra lituana, Ingrida Šimonytė, durante su breve conferencia de prensa en el Aeropuerto Internacional de Vilna, informó al público de que se había iniciado la investigación previa al juicio por desaparición forzada y secuestro de la aeronave.
- El primer ministro griego Kyriakos Mitsotakis, de cuyo país partió el vuelo de Ryanair, describió el aterrizaje forzoso del avión como un «acto impactante» y que la presión política sobre Bielorrusia debe intensificarse. El ministro de Relaciones Exteriores griego, Nikos Dendias, describió el evento como un «secuestro estatal».
- El ministro de Relaciones Exteriores de Letonia, Edgars Rinkēvičs, describió el incidente como «contrario al derecho internacional» y dijo que la reacción debería ser «fuerte y eficaz».
- El primer ministro polaco Mateusz Morawiecki calificó el incidente como «un acto sin precedentes de terrorismo de Estado que no puede quedar impune».
- El taoiseach (jefe de Gobierno irlandés) Micheál Martin describió el incidente como «un acto coercitivo patrocinado por el estado» y «piratería en los cielos».
- El presidente del Comité de Asuntos Exteriores británico, Tom Tugendhat, dijo que si no era un acto de guerra, ciertamente era un acto bélico.
- El ministro de Relaciones Exteriores de Canadá, Marc Garneau, dijo que el incidente fue «una grave interferencia en la aviación civil y un claro ataque a la libertad de prensa».
- El secretario de Estado de Estados Unidos, Antony Blinken, condenó la suspensión del vuelo como un «acto descarado e impactante» y exigió una investigación internacional.

Abogados internacionales y de aviación
- El director ejecutivo de Ryanair, Michael O'Leary, declaró que el evento fue un «secuestro patrocinado por el estado» y que Ryanair cree que «también hubo algunos agentes de la KGB descargados en el aeropuerto».
- El abogado de aviación ucraniano Andriy Guk sugirió que la interceptación por parte de la aeronave militar y la redirección del avión a un aeropuerto más distante podría haber puesto en peligro la seguridad de los pasajeros y la tripulación. También señaló que el Apéndice 2 del Convenio de Chicago considera que la interceptación de aviones civiles por aviones militares es un último recurso, pero el avión militar bielorruso despegó de inmediato.
- El profesor asociado de la Escuela Superior de Economía de Rusia, Gleb Bogush, afirmó que la puesta en escena (dramatización) de una amenaza de bomba y la interceptación del avión por parte de las autoridades bielorrusas podrían haber puesto en peligro a los pasajeros y la tripulación. y que tanto el Convenio de Chicago como el Convenio de Montreal de 1971 deberían ser utilizados en la valoración jurídica del caso. También calificó la situación como «un precedente muy peligroso».

## Aerolíneas
- El 24 de mayo, la aerolínea húngara Wizz Air desvió un vuelo de Kiev, Ucrania, a Tallin, Estonia, para evitar el espacio aéreo bielorruso.
- La aerolínea letona AirBaltic anunció el 24 de mayo que dejaría de volar en el espacio aéreo bielorruso hasta que la situación se aclarara.
- La aerolínea neerlandesa KLM Royal Dutch Airlines declaró que no estaba realizando ningún cambio tras una evaluación de riesgos.

## Aeronave
La aeronave involucrada era un Boeing 737-800 de cuatro años, con matrícula SP-RSM. La aeronave entró en servicio con Ryanair en mayo de 2017 y registró EI-FZX en Irlanda y fue transferida a Ryanair Sun en el registro de aeronaves polaco como SP-RSM en noviembre de 2019.